# Gymnázium Český Brod
Gymnázium Český Brod (celým názvem Gymnázium, Český Brod, Vítězná 616) je osmileté a čtyřleté gymnázium, které se nachází v Českém Brodě. Vzniklo roku 1919 a ve školním roce 2024/2025 na něm studovalo 349 studentů ve 12 třídách. Gymnázium má status Fakultní školy Přírodovědecké fakulty Univerzity Karlovy a jeho zřizovatelem je Středočeský kraj. Ředitelem je od roku 2020 Jiří Krčmář.

## Historie

### Založení školy
První myšlenku na založení gymnázia v Českém Brodě vznesl na zasedání městského zastupitelstva dne 28. prosince 1918 Jozef Miškovský, který byl v té době mimo jiné redaktorem časopisu Naše hlasy. Již 28. března 1919 bylo městské radě, okresnímu výboru a dalším institucím navrhnuto zřízení moderní střední školy v podobě reálného gymnázia. V červnu byla ministerstvu školství podána žádost o zřízení školy, která byla 12. srpna téhož roku přijata, díky čemuž mohlo v září dojít k zahájení provozu.

### Výstavba budovy
Gymnázium zpočátku nemělo žádnou vlastní budovu. Návrhy na její výstavbu vypracoval v roce 1921 smíchovský architekt Jaroslav Valečka. Její základní kámen byl položen 1. října 1922 a otevřena byla v září 1924. Celá stavba tehdy stála přes 3,6 milionu korun. Výstavba byla rozdělena do tří etap, ovšem k poslední z nich, zahrnující západní křídlo s tělocvičnou, kabinety a laboratořemi, nikdy nedošlo. Kvůli absenci tělocvičny byla v přízemí východní části budovy vybudována jen malá dočasná tělocvična, která ovšem zůstala na škole jako jediná.

### Období druhé světové války
Po roce 1938 vzaly plány na dostavbu západního křídla definitivně za své. Během 2. světové války byla budova několikrát zabrána německými vojsky. V takových případech se většinou výuka přesouvala do náhradních místností, například na jiné školy ve městě. Přímo ve sborovně byla dne 8. května 1945 podepsána německá kapitulace, což připomíná pamětní deska umístěná na fasádě budovy nedaleko vchodu.

### Rekonstrukce budovy
V letech 2019–2020 se uskutečnila celková rekonstrukce školní budovy, při níž byla vyměněna všechna okna, opravena střecha a věžička s hodinami. Došlo také k výstavbě nové vzduchotechniky a přípravě půdních prostor pro vybudování nových tříd v budoucnu. Původní záměr byl stihnout vše do 5. října 2019, kdy se konaly oslavy výročí 100 let od založení školy, na nichž byla do makovice hodinové věžičky uložena časová schránka a poté nasazena na vrchol věžičky. K tomuto dni byla ovšem ukončena jen většina na první pohled viditelných věcí, avšak stavba jako taková trvala až do února následujícího roku.

## Názvy školy a typy studia
Za dobu své existence škola vystřídala nejen několik názvů, ale také typů studia.
| Název školy                                   | Období       | Délka studia | Délka studia |
| --------------------------------------------- | ------------ | ------------ | ------------ |
| Městské reálné gymnázium                      | 1919–1923    | 8 let        | 8 let        |
| Státní reálné gymnázium                       | 1923–1948    | 8 let        | 8 let        |
| Gymnázium Klementa Gottwalda                  | 1948–1953    | 4 roky       | 4 roky       |
| Jedenáctiletá střední škola v Českém Brodě    | 1953–1964    | 3 roky       | 3 roky       |
| Střední všeobecně vzdělávací škola v Č. Brodě | 1964–1969    | 3 roky       | 3 roky       |
| Gymnázium v Českém Brodě                      | 1969–1982    | 4 roky       | 4 roky       |
| Gymnázium Český Brod                          | 1982–1993    | 4 roky       | 4 roky       |
| Gymnázium Český Brod                          | 1993–2006    | 6 let        | 4 roky       |
| Gymnázium Český Brod                          | od roku 1999 | 8 let        | 4 roky       |

## Vedení školy
Od roku 1919 se ve funkci ředitele vystřídalo celkem 17 osob. Nikdo z nich, kromě Oldřicha Zajíčka, který byl v letech 1931–1933 ve funkci zatímního správce a v letech 1933–1941 a 1945–1948 ředitelem, nevykonával funkci vícekrát. Nejdéle funkci ředitele zastával Vladimír Libovický v době od 1. února 1995 do 31. července 2012, tedy 17 let a 181 dní.
Zástupců ředitele bylo od doby vzniku jejich funkce v roce 1947 celkově sedm. Nejdéle byl ve funkci Ivo Kocum v době od 1. ledna 1986 do 31. července 2012, tedy 26 let a 212 dní, a poté ještě osm let na škole působil jako ředitel.

### Seznam ředitelů
| Pořadí | Jméno              | Začátek a konec funkce    |
| ------ | ------------------ | ------------------------- |
| 1.     | Jaroslav Brukner   | 1919–1930                 |
| 2.     | František Vosyka   | 1930–1931                 |
| 3.     | Oldřich Zajíček    | 1931 – 28. 2. 1933        |
| 4.     | Oldřich Zajíček    | 28. 2. 1933 – 31. 3. 1941 |
| 5.     | Jindřich Macoun    | 1. 4. 1941 – 22. 9. 1943  |
| 6.     | Augustin Hnátek    | 22. 9. 1943 – 30. 9. 1943 |
| 7.     | Václav Placht      | 1. 10. 1943 – 25. 5. 1945 |
| 8.     | Oldřich Zajíček    | 25. 5. 1945 – 25. 2. 1948 |
| 9.     | Jaromír Klenka     | 26. 2. 1948 – 1951        |
| 10.    | Rudolf Kopčil      | 1951–1955                 |
| 11.    | Josef Kovář        | 1955–1959                 |
| 12.    | Karel Drábek       | 1959–1961                 |
| 13.    | Alois Jiráček      | 1961–1976                 |
| 14.    | Jaroslav Pelikán   | 1976 – 31. 1. 1985        |
| 15.    | Hana Müllerová     | 1. 2. 1985 – 31. 8. 1990  |
| 16.    | Ladislava Lebedová | 1. 9. 1990 – 31. 1. 1995  |
| 17.    | Vladimír Libovický | 1. 2. 1995 – 31. 7. 2012  |
| 18.    | Ivo Kocum          | 1. 8. 2012 – 31. 7. 2020  |
| 19.    | Jiří Krčmář        | od 1. 8. 2020             |

### Seznam zástupců ředitele
| Pořadí | Jméno             | Začátek a konec funkce     |
| ------ | ----------------- | -------------------------- |
| 1.     | Antonín Rylich    | 1947–1951                  |
| 2.     | Miloš Tázler      | 1951 – 26. 10. 1957        |
| 3.     | Jaroslav Hrubý    | 27. 10. 1957 – 31. 8. 1980 |
| 4.     | Libuše Řezníčková | 1. 9. 1980 – 31. 12. 1985  |
| 5.     | Ivo Kocum         | 1. 1. 1986 – 31. 7. 2012   |
| 6.     | Jiří Krčmář       | 1. 8. 2012 – 31. 7. 2020   |
| 7.     | Markéta Kallupová | od 1. 8. 2020              |